# Біогрупа (Кам'янець-Подільський, майдан Відродження)
Біогру́па — ботанічна пам'ятка природи місцевого значення в Україні. Розташована в межах міста Кам'янець-Подільський Хмельницької області, на Майдані Відродження.
Площа 1 га. Статус присвоєно згідно з рішенням облвиконкому від 21.11.1984 року № 242. Перебуває у віданні: КП «Кам'янецький парк».
Статус присвоєно для збереження скверу з групою дерев, до якої входять: ялина колюча, туя західна, тюльпанове дерево, ялівець козацький.